# Rivière Colomb
Pour les articles homonymes, voir Colomb.
La rivière Colomb est un affluent de la rivière Broadback laquelle coule vers l'ouest jusqu'à la baie de Rupert, au sud de la baie James. La rivière Colomb coule dans la municipalité de Eeyou Istchee Baie-James, dans la région administrative du Nord-du-Québec, au Québec, au Canada.

## Géographie
Les bassins versants voisins de la rivière Colomb sont :
- Côté nord : rivière Broadback ;
- Côté est : lac Evans, lac Du Tast (Eeyou Istchee Baie-James), rivière Broadback, rivière Ouasouagami ;
- Côté sud : rivière Nottaway ;
- Côté ouest : rivière Nottaway.

Le lac Colomb (longueur : 9,0 km) constitue le principal lac approvisionnant la rivière Colomb. Ce lac est situé à l'ouest du lac Du Tast (Eeyou Istchee Baie-James), au nord du lac Rodayer et au nord-est du lac Chaboullié. Le lac Colomb comporte onze principaux tributaires qui coulent vers le nord-ouest, en parallèle l'un de l'autre, jusqu'à la rive sud-est du lac. Cette partie au sud-est du lac comporte de grandes zones de marais. Le lac Marcaut est connexe du côté nord-est au lac Colomb. La "route de la Baie James" passe au sud-est du lac.
L'embouchure du lac Colomb est situé sur la rive nord du lac. À partir de l'embouchure, la rivière Colomb coule sur 7,1 km vers le nord-ouest jusqu'à une décharge venant de l'est, 2,9 km vers l'ouest en pleine zone de marais jusqu'à une décharge venant du sud, et 6,0 km vers le nord-ouest jusqu'à la rive sud (dans un coude) de la rivière Broadback. L'embouchure de la rivière Colomb est situé en aval du lac Evans.

## Toponymie
Le toponyme rivière Colomb a été officialisé le 5 décembre 1968 à la Commission de toponymie du Québec.